# St. Vitus (Lünne)

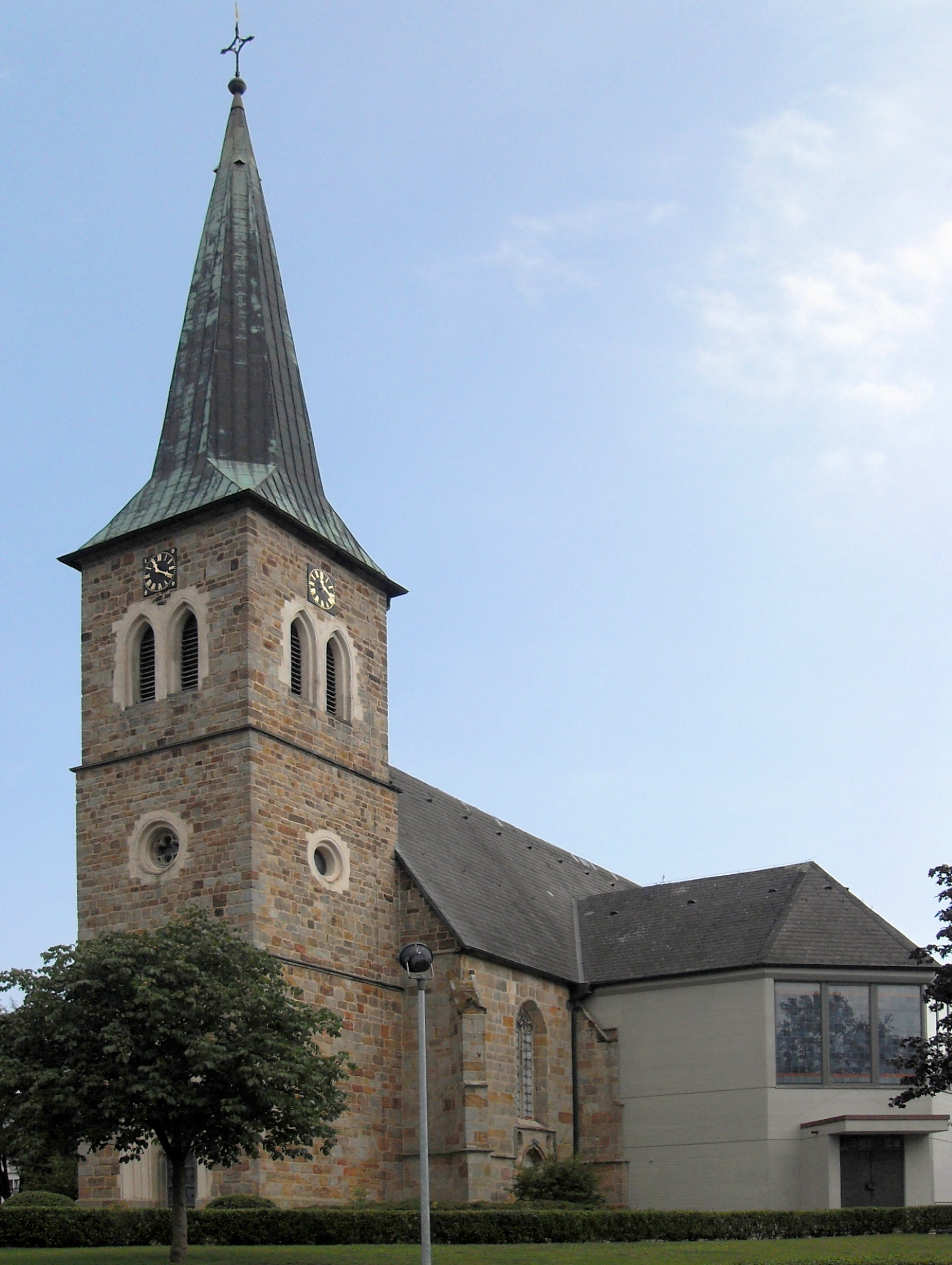
St. Vitus

Die römisch-katholische denkmalgeschützte Kirche St. Vitus steht in Lünne, einer Gemeinde in der Samtgemeinde Spelle im Landkreis Emsland von Niedersachsen. Die Kirchengemeinde, die bereits um 800 vom heiligen Liudger gegründet wurde, gehört heute zur Pfarreiengemeinschaft Spelle-Venhaus-Lünne-Schapen im Bistum Osnabrück.

## Beschreibung
Die erste romanische Kirche stand in der Ortslage Altenlünne und wechselte 1420 zur Ortslage Plantlünne, wo das heutige Zentrum Lünnes ist. Die heutige Kirche aus Langhaus und polygonal abgeschlossenen Chor wurde 1523 an einen bereits bestehenden Wehrturm angebaut, der erst 1859/60 durch einen neuen Kirchturm mit einem spitzen Helm ersetzt wurde. 1975 wurden beidseitig die Seitenwände des Langhauses spitzbogig für ein Querschiff durchbrochen, um Sitzplätze für 450 Menschen zu schaffen. Nach der Erweiterung wurden die Kirchenbänke halbkreisförmig angeordnet.
Aus dem 19. Jahrhundert ist noch das Taufbecken vorhanden, das in der Apsis hinter dem Altar steht. Das große Christuskönig-Kreuz thront seit 1978 über dem Altar. Der Reliquienschrein im Altarraum soll die Reliquien vom Heiligen Vitus enthalten. Eine Statue von Christus und eine von Maria fertigte Heinrich Weltring 1874 aus Sandstein. Er hat 1884 auch die hölzerne Weihnachtskrippe geschaffen. Die Pietà in der Marienkapelle im Turm hat Joseph Krautwald 1953 geschaffen. 1992 wurde von der Orgelbaufirma Siegfried Sauer eine Orgel angeschafft.